# YZ Ceti
YZ Ceti är en ensam stjärna i mellersta delen av stjärnbilden Valfisken. Den har en genomsnittlig skenbar magnitud av ca 12,1 och kräver ett kraftfullt teleskop för att kunna observeras. Baserat på parallax enligt Gaia Data Release 3 på ca 269,1 mas, beräknas den befinna sig på ett avstånd på ca 12 ljusår (ca 3,7 parsek) från solen. Den rör sig bort från solen med en heliocentrisk radialhastighet på ca 28 km/s.

## Egenskaper
YZ Ceti är en röd dvärgstjärna i huvudserien av spektralklass M4.0 Ve. Den har en massa som är ca 0,13 solmassa, en radie som är ca 0,17 solradie och har ca 0,0022 gånger solens utstrålning av energi från dess fotosfär vid en effektiv temperatur av ca 3 100 K.
YZ Ceti ligger ovanligt nära Tau Ceti, en stjärna av spektralklass G8. De två är bara åtskilda med omkring 1,6 ljusår från varandra, lite mer än en tredjedel av avståndet från solen till solsystemets närmaste granne, Proxima Centauri.

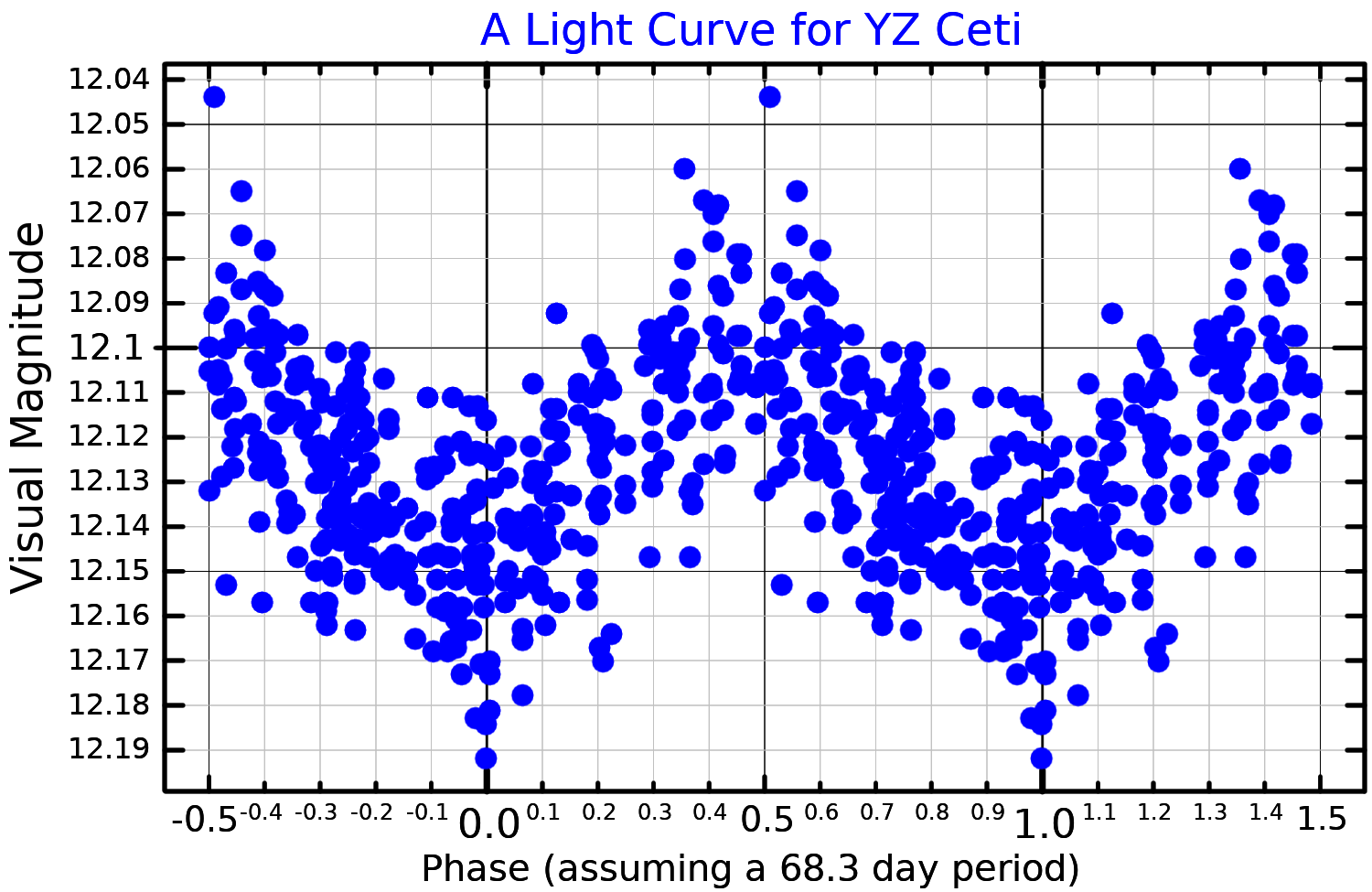
Ljuskurva i visuella bandet för YZ Ceti, plottad från Jayasinghe et al. (2017)

YZ Ceti visar enstaka snabba och korta ökningar i ljusstyrka, ibland upp till magnituden 12,03, orsakade av utbrott från ytan. Denna typ av variabel stjärna är känd som en UV Ceti-stjärna efter gruppens första medlem, eller mer allmänt som en flarestjärna.
YZ Ceti visar också små periodiska variationer i ljusstyrka orsakade av stjärnfläckar eller kromosfäriska särdrag som rör sig när stjärnan roterar. Denna klass av variabla stjärnor kallas BY Draconis-variabler. De periodiska variationerna gör att stjärnans rotationsperiod kan mätas till 68,3 dygn, även om modellering av dess planetsystem ger en rotationsperiod för stjärnan på 83 dygn.

## Planetsystem
Den 10 augusti 2017 tillkännagavs tre exoplaneter att ha upptäckts kring YZ Ceti och en möjlig fjärde subjordisk planetkandidat, som fortfarande (2022) behöver bekräftas, med 0,472 ± 0,096 jordmassa med en omloppsperiod på 1,04 dygn. Banorna för de tre bekräftade planeterna bestämdes vara för nära YZ Ceti för att vara inom stjärnans beboeliga zon, med jämviktstemperaturer från 347–491 K (74–218 °C), 299–423 K (26–150 °C) och 260–368 K (−13–95 °C) för planeterna b, c respektive d.
En studie från augusti 2018 undersökte upptäcktsmätningarna på nytt, bekräftade omloppsbanan för YZ Ceti d, men fann en möjligen marginellt längre omloppsperiod för YZ Ceti b på 2,02 snarare än 1,97 dygn, och fann dessutom att YZ Ceti c har omloppsperiod av bara 0,75 snarare än 3,06 dygn. Om det senare är korrekt, skulle YZ Ceti c ha en massa på endast 0,58 jordmassor och en ungefär 10-procentig chans att transitera YZ Ceti. En studie från 2020 stödde dock inte den senare slutsatsen, och fann att 0,75-dygnsperioden var ett alias för den sanna 3,06-dygnsperioden. Den hittade inte heller bevis för den fjärde kandidatplaneten.
| Planet | Massa            | Halv storaxel (AE)        | Siderisk omloppstid (d)   | Excentricitet   | Inklination | Radie |
| ------ | ---------------- | ------------------------- | ------------------------- | --------------- | ----------- | ----- |
| b      | ≥0,70 ± 0,08 M🜨  | 0,01634 +0,00035 −0,00041 | 2,02087 +0,00007−0,000009 | 0,06 +0,06−0,04 | -           | -     |
| c      | ≥ 1,14 ± 0,10 M🜨 | 0,02156 ± 0,00046         | 3,05989 ± 0,00010         | 0,00            | -           | -     |
| d      | ≥ 1,09 ± 0,12 M🜨 | 0,02851 ± 0,00061         | 4,65626 ± 0,0028          | 0,07 +0,04−0,05 | -           | -     |